# Bass Rock
Bass Rock – niewielka wyspa w Szkocji, położona u wejścia do zatoki Firth of Forth, na północny wschód od miasta North Berwick, w jednostce administracyjnej East Lothian. Brzegi wyspy wznoszą się stromo na wysokość około 105 m n.p.m. Obecnie wyspa jest niezamieszkana, w przeszłości wyspa pełniła funkcję pustelni (w VII wieku) oraz więzienia (w XVII wieku). Jest znana jako miejsce odpoczynku kolonii ptaków morskich, szczególnie głuptaka.

## Geografia i geologia
Wyspa ma kształt zbliżony do koła o obwodzie wynoszącym około 1 mila (1,6 km), a jej najwyższy punkt osiąga wysokość 107 m n.p.m. Strome klify sprawiają, że dostęp do wyspy jest niemal niemożliwy. Geologicznie, wyspa to pozostałość dawnego wulkanu, a jej skały składają się głównie z bazaltu.

## Historia
W VIII wieku na Bass Rock mieszkał święty Baldred, a na miejscu jego pustelni powstała kaplica, której ruiny zachowały się do dziś.
Od 1316 roku wyspa należała do rodziny Lauderów, lecz w 1671 roku została sprzedana rządowi. Znajdująca się tam forteca została przebudowana i zamieniona na więzienie dla Covenanterów.
Pod koniec XVII wieku więziono na wyspie także jakobitów, zwolenników obalonego króla Jakuba VII. W 1691 roku grupa więzionych jakobitów przejęła fortecę, wykorzystując moment, gdy strażnicy rozładowywali dostawę węgla. Otrzymując wsparcie od Francji i zdobywając własny statek do plądrowania przepływających jednostek, jakobici utrzymali kontrolę nad wyspą do 1694 roku. Poddali się na honorowych warunkach, a forteca została ostatecznie zburzona w 1701 roku. W 1706 roku wyspa stał się własnością sir Hewa Dalrymple’a z North Berwick.
Na wyspie od 1902 roku znajduje się latarnia morska, która pomaga w nawigacji w zatoce Firth of Forth. Mimo że dostęp do wyspy jest trudny, organizowane są wycieczki łodziami wokół niej, pozwalające na obserwację ptaków i pozostałości historycznych zabudowań.

## Przyroda
Obecnie wyspa jest niezamieszkana przez człowieka, ale stanowi jedno z najważniejszych miejsc lęgowych dla ptaków morskich. Żyje tam około 80 000 głuptaków zwyczajnych, co czyni ją największą pojedynczą kolonią tych ptaków na świecie. Łacińska nazwa gatunku (Morus bassanus) pochodzi od nazwy Bass Rock. Kolonia głuptaków może być obserwowana dzięki zdalnie sterowanym kamerom w Scottish Seabird Centre w North Berwick.
Oprócz głuptaków, wyspa Bass Rock jest zamieszkiwana przez kormorany, nurzyki oraz alki, a na skałach przybrzeżnych odpoczywają foki.